# Xã Saint Charles, Quận Floyd, Iowa
Xã Saint Charles (tiếng Anh: Saint Charles Township) là một xã thuộc quận Floyd, tiểu bang Iowa, Hoa Kỳ. Năm 2010, dân số của xã này là 1.396 người.